# Heinrich I xứ Hessen
Heinrich I xứ Hessen (24 tháng 6 năm 1244 - 21 tháng 12 năm 1308), còn được gọi là Heinrich Con trẻ (tiếng Đức: Heinrich das Kind), là vị Phong địa bá tước (Landgraf) đầu tiên của bá quốc Hessen, tổ tiên đầu tiên của gia tộc Hessen.
Ông là con trai của Heinrich II, Công tước xứ Brabant và Sophie xứ Thüringen, con gái Ludwig Thánh nhân, Bá tước xứ Thüringen và Sachsen. Sau cái chết của Bá tước Heinrich Raspe, chú của Sophie, vào năm 1247, không để lại người kế vị nam giới, Chiến tranh Kế vị Thüringen đã nổ ra. Sophie cuối cùng giành được lãnh địa Hessen cho con trai của bà là Heinrich, khi đó mới 3 tuổi. Tuy nhiên, mãi đến năm 1264, Heinrich mới chính thức trở thành Phong địa bá tước đầu tiên của xứ Hessen.